# Edward George Hudson Oliver
Pour les articles homonymes, voir Oliver.
Edward George Hudson Oliver, dit Ted Oliver, est un botaniste de nationalité sud-africaine né en 1938. Spécialiste des Ericoidae, il est chercheur à l'Institut botanique national de Kirstenbosch.

## Biographie
Oliver est né le 14 octobre 1938 à Rondebosch. Il a fait ses études au Bishops College de 1947 à 1957. Il a obtenu une maîtrise en sciences et un doctorat (en botanique) de l'Université du Cap.
De 1946 à 1966, il a été nommé conservateur de l'herbier du gouvernement à Stellenbosch. Il était le botaniste de liaison sud-africain au Royal Botanic Gardens de Kew à Londres de 1967 à 1969. 
Il est retourné en Afrique du Sud en 1970 et a travaillé comme taxonomiste à Stellenbosch jusqu'en 1976, date à laquelle il a déménagé à Pretoria pour occuper le poste de conservateur de l'herbier national jusqu'en 1982.
Il est retourné à Stellenbosch en 1982 et a repris le poste de taxonomiste en recherche. De 1984 à 1996, il a de nouveau été nommé conservateur de l'herbier du gouvernement à Stellenbosch. Il a ensuite déménagé à Kirstenbosch où il a été nommé taxonomiste à l’herbier Compton de l’Institut national de botanique de Kirstenbosch, poste qu’il a occupé jusqu’en 2006.

## Liens
E.G.H.Oliv. est l’abréviation botanique standard de Edward George Hudson Oliver.
Consulter la liste des abréviations d'auteur en botanique ou la liste des plantes assignées à cet auteur par l'IPNI, la liste des champignons assignés par MycoBank, la liste des algues assignées par l'AlgaeBase et la liste des fossiles assignés à cet auteur par l'IFPNI.